# Таборка (река)
Таборка — река в России, протекает в Оханском районе Пермского края. Устье реки находится в 572 км по правому берегу Воткинского водохранилища на Каме. Длина реки составляет 12 км.
Исток реки в 16 км к северо-западу от города Оханск. Генеральное направление течения — север, притоки — Талая (правый); Пряминка (левый). В среднем течении река протекает деревню Заполье, впадает в Воткинское водохранилище у деревень Шаркан и Таборы.

## Данные водного реестра
По данным государственного водного реестра России относится к Камскому бассейновому округу, водохозяйственный участок реки — Кама от Камского гидроузла до Воткинского гидроузла, речной подбассейн реки — бассейны притоков Камы до впадения Белой. Речной бассейн реки — Кама.
По данным геоинформационной системы водохозяйственного районирования территории РФ, подготовленной Федеральным агентством водных ресурсов:
- Код водного объекта в государственном водном реестре — 10010101012111100014332
- Код по гидрологической изученности (ГИ) — 111101433
- Код бассейна — 10.01.01.010
- Номер тома по ГИ — 11
- Выпуск по ГИ — 1